# 1852年アメリカ合衆国大統領選挙

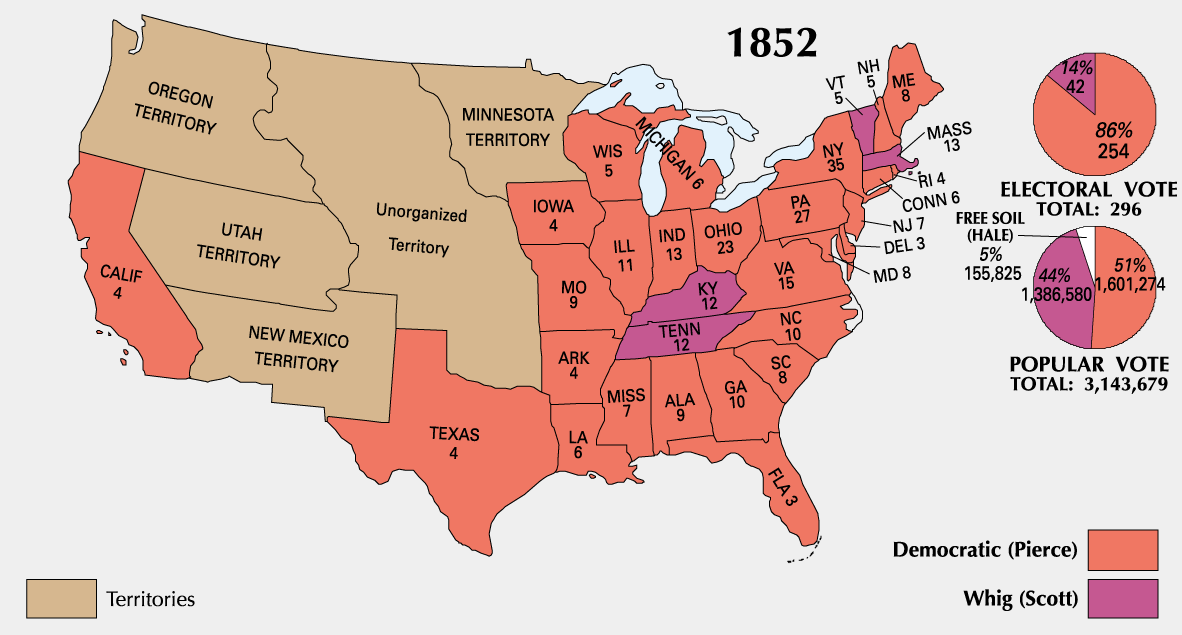
選挙結果の図。赤色がピアスとキング、紫色がスコットとグラハムが勝利した州を示す。数字は各州の選挙人数。

1852年アメリカ合衆国大統領選挙（1852ねんアメリカがっしゅうこくだいとうりょうせんきょ、英:United States presidential election, 1852）は、1852年11月2日に行われたアメリカ合衆国大統領選挙（第17回）。多くの意味で1844年アメリカ合衆国大統領選挙の再現となった。
現職の大統領は戦争の英雄であった前大統領の死によって大統領職を継いだホイッグ党員であった。この1852年ではザカリー・テイラー将軍を継いだのがミラード・フィルモアだった。ホイッグ党は現職を候補者指名から外し、フィルモアの代わりに戦争の英雄であるウィンフィールド・スコット将軍を選んだ。民主党は1844年と同様にダークホースであるフランクリン・ピアースを候補者に指名した。ホイッグ党は1844年と同じく民主党候補者の知名度の無さを選挙運動で攻撃したが、1844年と全く同じようにこの戦略は失敗した。
ピアスと副大統領候補のウィリアム・R・キングは、ウィンフィールド・スコットとその副大統領候補、ノースカロライナ州出身のウィリアム・グラハムを打ち砕き、選挙人投票で254票対42票という当時としては最大の勝利を掴むことになった。この選挙の後、ホイッグ党はその政治生命が終わった。間もなく民主党の主要対抗政党は新興の共和党に置き換えられた。

## 候補者の指名

### ホイッグ党の指名
ホイッグ党の候補者
- ミラード・フィルモア、ニューヨーク州出身、現職大統領
- ウィンフィールド・スコット、バージニア州出身、アメリカ陸軍の総司令官
- ダニエル・ウェブスター、マサチューセッツ州出身、アメリカ合衆国上院議員、1848年の選挙でも指名候補

1852年のホイッグ党党員指名集会はボルティモアで開催され、ひどく分裂した。フィルモア大統領の支持者達は1850年協定の成功と、1850年から1851年にかけて南部州が脱退の動きを見せそれが失敗したことを大統領の成果に挙げた。北部のホイッグ党員は1850年協定が北部よりも南部の奴隷所有者の利点になったと信じていた。北部ホイッグ党はバージニア州出身で米墨戦争の英雄、スコット将軍を好んだ。スコットは、アメリカ陸軍兵士の外観や規律にうるさかったので、「年取った空騒ぎ」というニックネームを貰っていたが、尊敬され、大衆からは幾分おしゃれとも見られていた。ニューイングランドからの代議員の大半がウェブスターを支持したので集会は暗礁に乗り上げた。第一回の投票では、フィルモアが南部代議員票のうち4人を除いて全てを獲得したが、北部代議員からはわずか18票という結果になった。フィルモアが133票、スコットが131票、ウェブスターは29票であった。53回目の投票でもまだ地区に偏った結果ではあったが、スコットが159票対112票（ウェブスターは21票）で指名された。スコットは北部票を142対11（ウェブスターは21票）で制し、フィルモアは南部票を101対17で制していた。
ウィリアム・グラハムが副大統領候補として選ばれた。1852年選挙はホイッグ党が大統領候補者を指名したことでは最後のものとなり、選挙後に党は分裂し、その存在を止めた。

### 民主党の指名
民主党の候補者
- ジェームズ・ブキャナン、ペンシルベニア州出身、元国務長官、アメリカ合衆国上院議員
- ルイス・カス、ミシガン州出身、元陸軍長官、アメリカ合衆国上院議員、1848年選挙の大統領候補者
- スティーブン・ダグラス、イリノイ州出身アメリカ合衆国上院議員
- ウィリアム・マーシー、元陸軍長官、ニューヨーク州知事
- ウィリアム・バトラー、ケンタッキー州出身、アメリカ合衆国下院議員、1848年選挙の副大統領候補者
- フランクリン・ピアース、ニューハンプシャー州出身、元アメリカ合衆国上院議員

民主党は一般選挙での敗北を予測し、誰を候補者にすべきかで意見の一致を見なかった。1848年のときの指名候補者であったカス、マーシーおよびダグラスはそれなりの支持を得ていた。最終的に49回目の投票で、妥協の候補者として事実上あまり知名度の高くないニューハンプシャー州出身のフランクリン・ピアースを指名した。ピアースは元アメリカ合衆国下院議員および上院議員であった。アラバマ州の上院議員ウィリアム・R・キングが副大統領候補に選ばれた。

## 一般選挙

### 秋の選挙運動

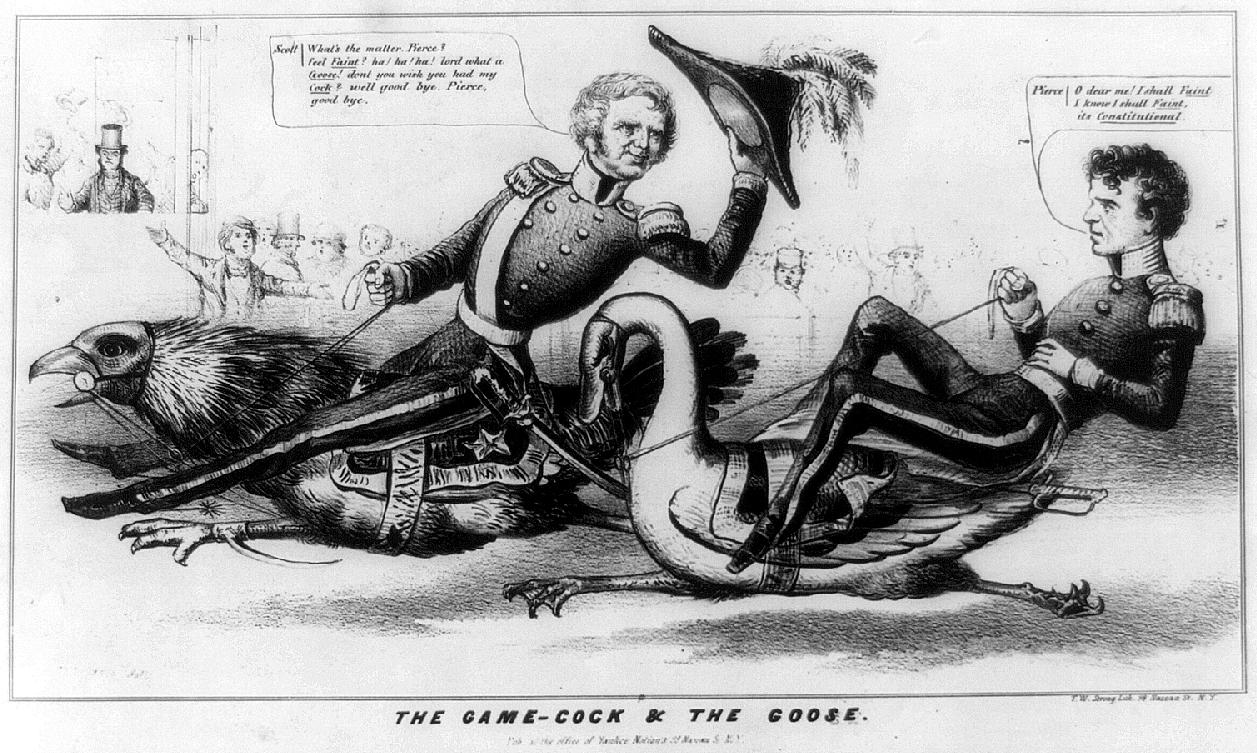
スコットを応援する政治漫画

ホイッグ党の綱領は民主党の綱領と大差のないものであり、選挙運動は2人の候補者の性格の違いに終始することになった。2つの政党に分かりやすい違いがないことは1836年以来最低の投票率という結果に現れた。この傾向はスコットが反奴隷制であるという評判でさらに悪化し、南部ホイッグ党の票を激減させ、同時に奴隷制擁護というホイッグ党の綱領は北部ホイッグ党の票を減らした。
最終的にスコットの戦争の英雄であるという社会的地位は、ピアース自身も米墨戦争のときの准将であったという事実によって薄まり、スコットはケンタッキー州、テネシー州、マサチューセッツ州およびバーモント州のみを制しただけで、完敗に繋がった。この壊滅的な敗北の結果として、また奴隷制を擁護する南部人と、反奴隷制をうたう北部人の党派内対立の激化のために、ホイッグ党は1852年選挙の後すぐに分裂し、その存在を止めた。南部ホイッグ党員の中には民主党に鞍替えした者もおり、一方多くの北部ホイッグ党員は1854年に新しく共和党を作るときに貢献した。両派のホイッグ党員の中で、1856年アメリカ合衆国大統領選挙の時にいわゆるノウ・ナッシング党を支持した者もいた。

### 結果
| 大統領選の結果                                |                          |            |            |              |                                          |              |
| 大統領候補者 出身州                           | 党                       | 得票数 (a) | 得票率     | 選挙人得票数 | 副大統領候補者 出身州                    | 選挙人得票数 |
| フランクリン・ピアース ニューハンプシャー州   | 民主党                   | 1,607,510  | 50.8%      | 254          | ウィリアム・R・キング アラバマ州         | 254          |
| ウィンフィールド・スコット バージニア州       | ホイッグ党               | 1,386,942  | 43.9%      | 42           | ウィリアム・グラハム ノースカロライナ州  | 42           |
| ジョン・ヘイル ニューハンプシャー州           | 自由土地党               | 155,210    | 4.9%       | 0            | ジョージ・ジュリアン インディアナ州      | 0            |
| ダニエル・ウェブスター (b) マサチューセッツ州 | 統一党(c)                | 6,994      | 0.2%       | 0            | チャールズ・J・ジェンキンス ジョージア州 | 0            |
| ジェイコブ・ブルーム（孫） ペンシルベニア州   | ネイティブ・アメリカン党 | 2,566      | 0.1%       | 0            | w:Reyne Coates ニュージャージー州        | 0            |
| ジョージ・トループ ジョージア州               | w:Southern Rights        | 2,331      | 0.1%       | 0            | ジョン・クイットマン ミシシッピー州      | 0            |
| その他                                        | -                        | 277        | 0.0%       | 0            | -                                        | 0            |
| 合計                                          | 合計                     | 3,161,830  | 100%       | 296          | -                                        | 296          |
| 選出必要数                                    | 選出必要数               | 選出必要数 | 選出必要数 | 149          | -                                        | 149          |

(a) 一般選挙の数字にはサウスカロライナ州のものが含まれていない。サウスカロライナ州では一般選挙に拠らず州議会が選挙人を指名した。
(b) ダニエル・ウェブスターは選挙の1週間前、1852年10月25日に死んだ。しかし、彼の名前はマサチューセッツ州ジョージア州の投票時に候補者名簿に残っており7,000票近い得票を得た。
(c)統一擁護のホイッグ党員によって造られた統一党の詳細については、Michael F. HoltのThe Rise and Fall of the Whig Party: Jacksonian Politics and the Onset of the Civil War (New York: Oxford University Press, 1999), Chapters 19 and 20を参照。

## 州ごとの結果
出典: Walter Dean Burnham, Presidential ballots, 1836–1892 (Johns Hopkins University Press, 1955) pp 247–57.
| アラバマ州           | 9   | 26,881           | 60.89            | 9   | 15,061           | 34.12            | -                | 名簿なし         | 名簿なし         | 名簿なし         | 44,147    | AL |  |  |  |  |
| アーカンソー州       | 4   | 12,173           | 62.18            | 4   | 7,404            | 37.82            | -                | 名簿なし         | 名簿なし         | 名簿なし         | 19,577    | AR |  |  |  |  |
| カリフォルニア州     | 4   | 40,721           | 53.02            | 4   | 35,972           | 46.83            | -                | 61               | 0.08             | -                | 76,810    | CA |  |  |  |  |
| コネチカット州       | 6   | 33,249           | 49.79            | 6   | 30,359           | 45.56            | -                | 3,161            | 4.73             | -                | 66,781    | CT |  |  |  |  |
| デラウェア州         | 3   | 6,318            | 49.85            | 3   | 6,293            | 49.66            | -                | 62               | 0.49             | -                | 12,673    | DE |  |  |  |  |
| フロリダ州           | 3   | 4,318            | 60.03            | 3   | 2,875            | 39.97            | -                | 名簿なし         | 名簿なし         | 名簿なし         | 7,193     | FL |  |  |  |  |
| ジョージア州         | 10  | 40,516           | 64.70            | 10  | 16,660           | 26.60            | -                | 名簿なし         | 名簿なし         | 名簿なし         | 62,626    | GA |  |  |  |  |
| イリノイ州           | 11  | 80,378           | 51.87            | 11  | 64,733           | 41.77            | -                | 9,863            | 6.36             | -                | 154,974   | IL |  |  |  |  |
| インディアナ州       | 13  | 95,340           | 52.05            | 13  | 80,901           | 44.17            | -                | 6,929            | 3.78             | -                | 183,170   | IN |  |  |  |  |
| アイオワ州           | 4   | 17,763           | 50.23            | 4   | 15,856           | 44.84            | -                | 1,606            | 4.54             | -                | 35,364    | IA |  |  |  |  |
| ケンタッキー州       | 12  | 53,494           | 48.32            | -   | 57,428           | 51.44            | 12               | 266              | 0.24             | -                | 111,148   | KY |  |  |  |  |
| ルイジアナ州         | 6   | 18,647           | 51.94            | 6   | 17,255           | 48.06            | -                | 名簿なし         | 名簿なし         | 名簿なし         | 42,873    | LA |  |  |  |  |
| メイン州             | 8   | 41,609           | 50.63            | 8   | 32,543           | 39.60            | -                | 8,030            | 9.77             | -                | 82,182    | ME |  |  |  |  |
| メリーランド州       | 8   | 40,022           | 53.28            | 8   | 35,077           | 46.69            | -                | 21               | 0.03             | -                | 75,120    | MD |  |  |  |  |
| マサチューセッツ州   | 13  | 44,569           | 35.07            | -   | 52,683           | 41.45            | 13               | 28,203           | 22.19            | -                | 127,103   | MA |  |  |  |  |
| ミシガン州           | 6   | 41,842           | 50.45            | 6   | 33,860           | 40.83            | -                | 7,237            | 8.73             | -                | 82,939    | MI |  |  |  |  |
| ミシシッピ州         | 7   | 26,896           | 60.50            | 7   | 17,558           | 39.50            | -                | 名簿なし         | 名簿なし         | 名簿なし         | 44,454    | MS |  |  |  |  |
| ミズーリ州           | 9   | 38,817           | 56.42            | 9   | 29,984           | 43.58            | -                | 名簿なし         | 名簿なし         | 名簿なし         | 68,801    | MO |  |  |  |  |
| ニューハンプシャー州 | 5   | 28,503           | 56.40            | 5   | 15,486           | 30.64            | -                | 6,546            | 12.95            | -                | 50,535    | NH |  |  |  |  |
| ニュージャージー州   | 7   | 44,305           | 53.24            | 7   | 38,556           | 46.33            | -                | 359              | 0.43             | -                | 83,220    | NJ |  |  |  |  |
| ニューヨーク州       | 35  | 262,083          | 50.18            | 35  | 234,882          | 44.97            | -                | 25,329           | 4.85             | -                | 522,294   | NY |  |  |  |  |
| ノースカロライナ州   | 10  | 39,778           | 50.43            | 10  | 39,043           | 49.49            | -                | 名簿なし         | 名簿なし         | 名簿なし         | 78,881    | NC |  |  |  |  |
| オハイオ州           | 23  | 168,933          | 47.83            | 23  | 152,523          | 43.18            | -                | 31,732           | 8.98             | -                | 353,188   | OH |  |  |  |  |
| ペンシルベニア州     | 27  | 198,562          | 51.20            | 27  | 179,104          | 46.18            | -                | 8,495            | 2.19             | -                | 387,389   | PA |  |  |  |  |
| ロードアイランド州   | 4   | 8,735            | 51.37            | 4   | 7,626            | 44.85            | -                | 644              | 3.79             | -                | 17,005    | RI |  |  |  |  |
| サウスカロライナ州   | 8   | 一般投票実施せず | 一般投票実施せず | 8   | 一般投票実施せず | 一般投票実施せず | 一般投票実施せず | 一般投票実施せず | 一般投票実施せず | 一般投票実施せず | -         | SC |  |  |  |  |
| テネシー州           | 12  | 56,900           | 49.27            | -   | 58,586           | 50.73            | 12               | 名簿なし         | 名簿なし         | 名簿なし         | 115,486   | TN |  |  |  |  |
| テキサス州           | 4   | 13,552           | 73.07            | 4   | 4,995            | 26.93            | -                | 名簿なし         | 名簿なし         | 名簿なし         | 18,547    | TX |  |  |  |  |
| バーモント州         | 5   | 13,044           | 29.72            | -   | 22,173           | 50.52            | 5                | 8,621            | 19.64            | -                | 43,890    | VT |  |  |  |  |
| バージニア州         | 15  | 73,872           | 55.71            | 15  | 58,732           | 44.29            | -                | 名簿なし         | 名簿なし         | 名簿なし         | 132,604   | VA |  |  |  |  |
| ウィスコンシン州     | 5   | 33,658           | 52.04            | 5   | 22,210           | 34.34            | -                | 8,814            | 13.63            | -                | 64,682    | WI |  |  |  |  |
| 合計:                | 296 | 1,605,943        | 50.83            | 254 | 1,386,418        | 43.88            | 42               | 155,799          | 4.93             | -                | 3,159,640 | US |  |  |  |  |
| 選出必要数:          | 149 |                  |                  |     |                  |                  |                  |                  |                  |                  |           |    |  |  |  |  |

## 選挙人の選出
| 選挙人の選出             |                    |
| 選挙人の選定方法         | 州                 |
| 州議会で選挙人を指名     | サウスカロライナ州 |
| 全州の選挙で選挙人を選出 | その他の州すべて   |

## 副大統領
副大統領候補になった2人共にノースカロライナ州で生まれており、20年ほどの開きはあるがノースカロライナ大学チャペルヒル校で学んだ。在学中に対抗するディベイト仲間、弁証法協会と博愛主義協会の会員であった。2人共にノースカロライナ州の政界で活動し、キングはアラバマ州に移住する前に下院議員となり、グラハムは州知事を務めた。
キングは副大統領としての就任宣誓から1ヶ月半後の1853年4月18日に死に、任期が最短の副大統領となった。キングの後任は指名されなかった。